# Edu Ardanuy
Eduardo Ardanuy (né le 20 juin 1967 à São Paulo) est le guitariste du groupe de heavy metal et de hard rock brésilien Dr. Sin.

## Discographie (avecDr. Sin)
- A New Revolution - The Key
- Anjos da Noite - Anjos da Noite
- Encoleirado - Supla
- Dr. Sin - Dr. Sin
- Brutal / Silent Scream - Dr. Sin
- Insinity - Dr. Sin
- Alive / Live in Brazil - Dr. Sin
- Dr. Sin II / Shadows of Light - Dr. Sin
- 10 Years Live - Dr. Sin
- Listen to the Doctors - Dr. Sin
- Bravo - Dr. Sin